# Jihaz al-Moeghabarat al-Amma (Egypte)

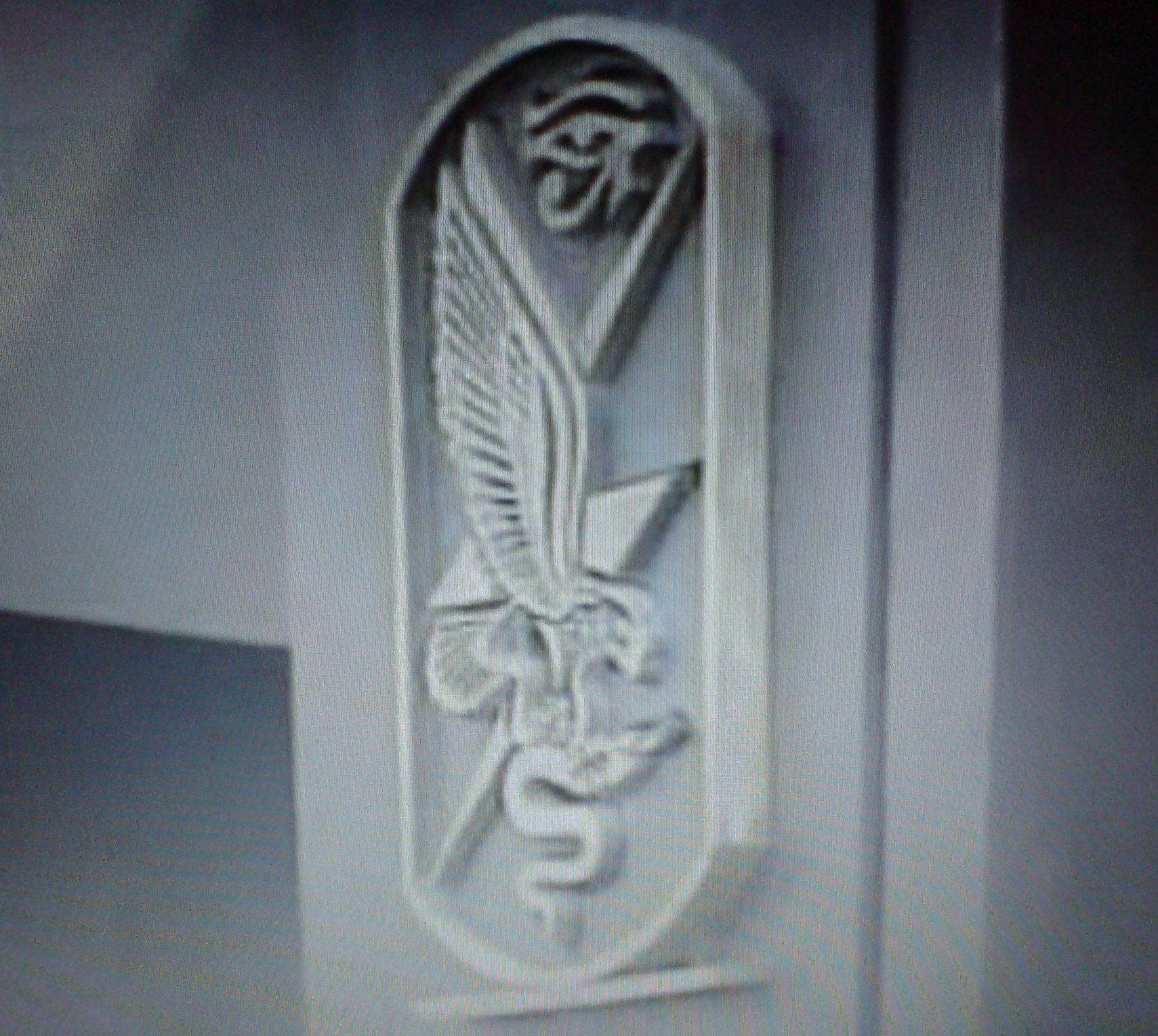
Het logo van de Egyptische Moeghabarat

De Jihaz al-Moeghabarat al-Amma (جهاز المخابرات العامة) "Algemene Inlichtingendienst", in de volksmond aangeduid als de Moeghabarat, is de geheime dienst van Egypte. De dienst houdt zich bezig met zowel de binnenlandse als de buitenlandse veiligheid.
De dienst is in 1954 opgericht door Gamal Abdel Nasser opgericht. De Moeghabarat is in Egypte berucht vanwege haar vermeende alomtegenwoordigheid, velen denken dat alle Bawabs (de eveneens alomtegenwoordige portiers van gebouwen) door de Moeghabarat betaald worden. De Moeghabarat heeft een nogal onfrisse reputatie inzake de mensenrechten; er zijn meerdere zaken aangekaart tegen medewerkers van deze dienst wegens foltering.

## Lijst van hoofden van de Moeghabarat op chronologische volgorde
1. Zakaria Mohieddin (1952–1956)
2. Ali Sabry (1956–1957)
3. Salah Nasr Al Nogomy (1957–1967)
4. Ameen Heweedy (1967–1970)
5. Hafez Ismail (1970 - 1970)
6. Ahmad Kamel (1970–1971)
7. Ahmed Ismail Ali (1971–1972)
8. Nemro (1972–1978)
9. Mohammad Saed Al Mahy (1978–1981)
10. Foad Nassar (1981–1983)
11. Rafaat osman Jibrel (1983–1986)
12. Kamal Hassan Ali (1986–1989)
13. Omar Negm (1989–1991)
14. Nour El Dien Afeefy (1991–1993)
15. Omar Suleiman (1993–2011)
16. Mourad Mouwafi (2011-2012)
17. Mohamed Raafat Shehata (2012-2013)
18. Mohammad Ahmed Farid al-Tuhami (2013-heden)